# Say Anything...
Say Anything... is een romantische komedie annex dramafilm uit 1989, het regiedebuut van Cameron Crowe, met in de hoofdrollen onder meer John Cusack en Ione Skye.

## Verhaal
Net na zijn schoolexamen probeert Lloyd (John Cusack) een romance te beginnen met zijn voormalige klasgenote Diane (Ione Skye). Lloyd was een middelmatige scholier, terwijl Diane het juist heel goed deed en daarom na de zomer met een beurs gaat studeren in Engeland, iets waar Lloyd uiteraard niet blij mee is. De onervaren Lloyd krijgt steun van zijn familie, maar heeft het te stellen met Dianes vader (John Mahoney), die hem niet goed genoeg vindt voor zijn dochter. Een andere moeilijkheid is dat Diane zich verplicht voelt om meer tijd door te brengen met haar vader, die door de belastingdienst verdacht wordt van fraude in het verpleeghuis dat hij bezit.

## Rolverdeling
| Acteur            | Personage                      | Opmerkingen                                                  |
| ----------------- | ------------------------------ | ------------------------------------------------------------ |
| John Cusack       | Lloyd Dobler                   |                                                              |
| Ione Skye         | Diane Court                    | Lloyds vriendin                                              |
| John Mahoney      | James (Jim) Court              | Dianes vader; eigenaar van een verpleeghuis                  |
| Lois Chiles       | Mrs. Court                     | Dianes moeder                                                |
| Lili Taylor       | Corey Flood                    |                                                              |
| Polly Platt       | Mrs. Flood                     | tevens producente                                            |
| Bebe Neuwirth     | Mrs. Evans                     |                                                              |
| Loren Dean        | Joe                            |                                                              |
| Pamela Adlon      | Rebecca                        |                                                              |
| Chynna Phillips   | Mimi                           |                                                              |
| Jeremy Piven      | Mark                           |                                                              |
| Eric Stoltz       | Vahlere                        |                                                              |
| Kim Walker        | Sheila                         |                                                              |
| Allison Roth      | Tammy                          |                                                              |
| Lisanne Falk      | Sandra                         |                                                              |
| Philip Baker Hall | leidinggevende belastingdienst |                                                              |
| Richard Portnow   | Stewart                        | medewerker belastingdienst                                   |
| Dan Castellaneta  | leraar van Diane               |                                                              |
| Joan Cusack       | Constance Dobler               | Lloyds zus. Joan Cusack is ook in het echt John Cusacks zus. |